# ديك هودغينز جونيور
ديك هودغينز جونيور (بالإنجليزية: Dick Hodgins, Jr.)‏ هو رسام كارتون أمريكي، ولد في 9 مايو 1931 في بينغامتون في الولايات المتحدة، وتوفي في 3 أبريل 2016.